# AFCクレーンズ
AFCクレーンズは、Xリーグに所属する日本のアメリカンフットボールのチームである。練習拠点は八王子市。チーム名はかつての練習拠点だった横浜市鶴見区の頭文字である鶴からとっている。

## チームの歴史
- 1987年 - 東亜建設工業の社員などによって設立。
- 1994年 - チーム名を東亜建設工業クレーンズに変更。
- 2001年 - X2昇格。
- 2009年 - X2イースト優勝も入れ替え戦辞退。
- 2012年 - 新たなスポンサーとして太陽ビルマネージメントを迎え、チーム名を太陽ビルマネージメントクレーンズに変更。
- 2013年 - X2セントラル優勝、入れ替え戦で警視庁イーグルスに17-16で勝利し、Xリーグ昇格。
- 2014年 - 入れ替え戦で警視庁イーグルスに14-29で敗れ、X2降格。
- 2015年 - チーム名をAFCクレーンズに変更。
- 2019年 - X1 Areaに昇格

## 成績
- 2009年 - X2イースト1位
- 2010年 - X2セントラル3位
- 2011年 - X2イースト3位
- 2012年 - X2イースト2位
- 2013年 - X2セントラル1位
- 2014年 - Xリーグ18位
- 2015年 - X2セントラル4位

## ロゴマーク
- - 2014年　太陽ビルマネージメントのロゴマーク。
- 2015年 - 　チームの頭文字である「A」と「C」を組み合わせたもの。

## チームカラー
- - 2014年　マンダリンオレンジ、ネイビーブルー
- 2015年 - 　緑、黄色